# 捷安特

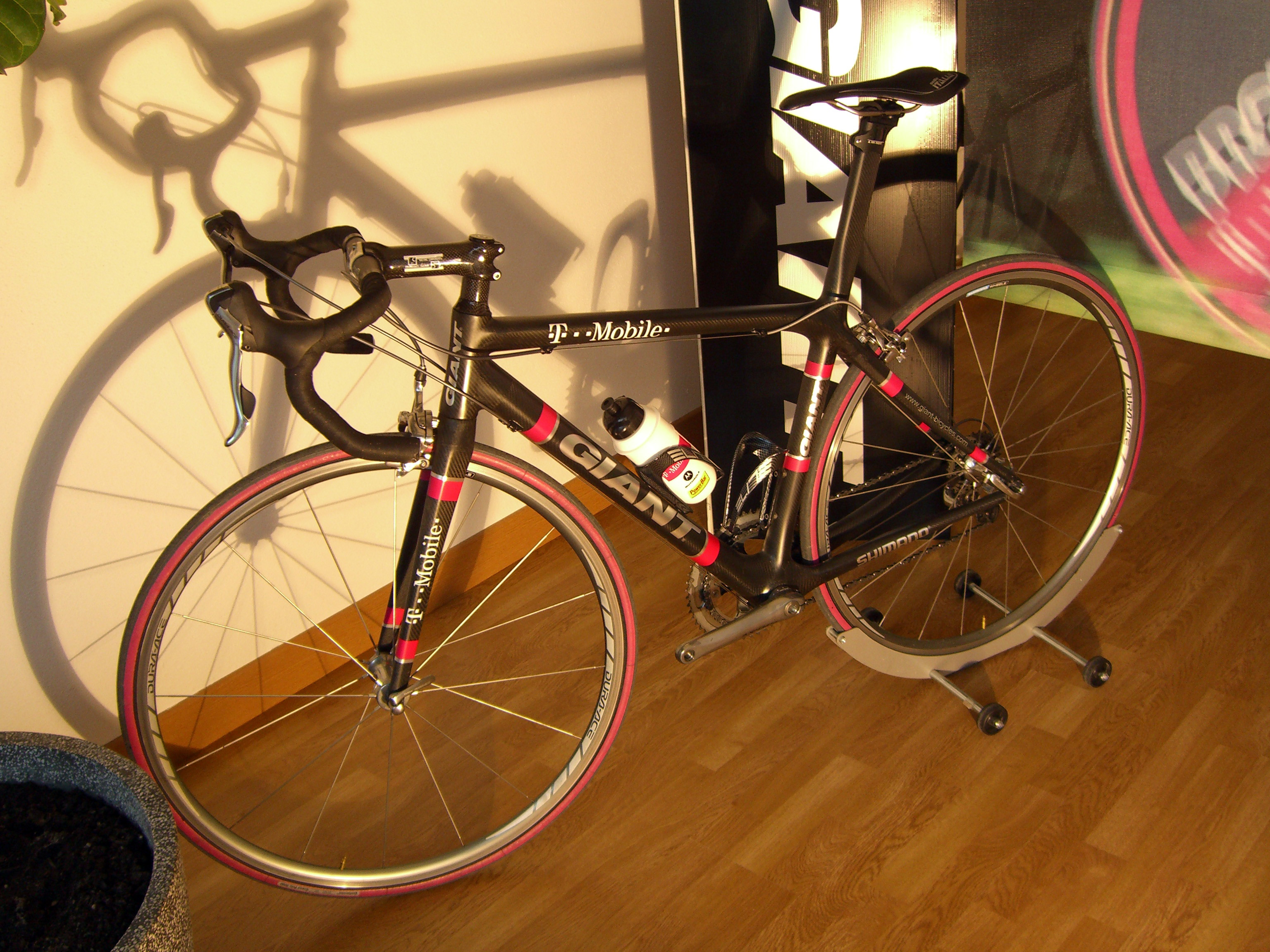
2005年環法自行車賽選手維諾庫羅夫所騎乘的捷安特自行車。

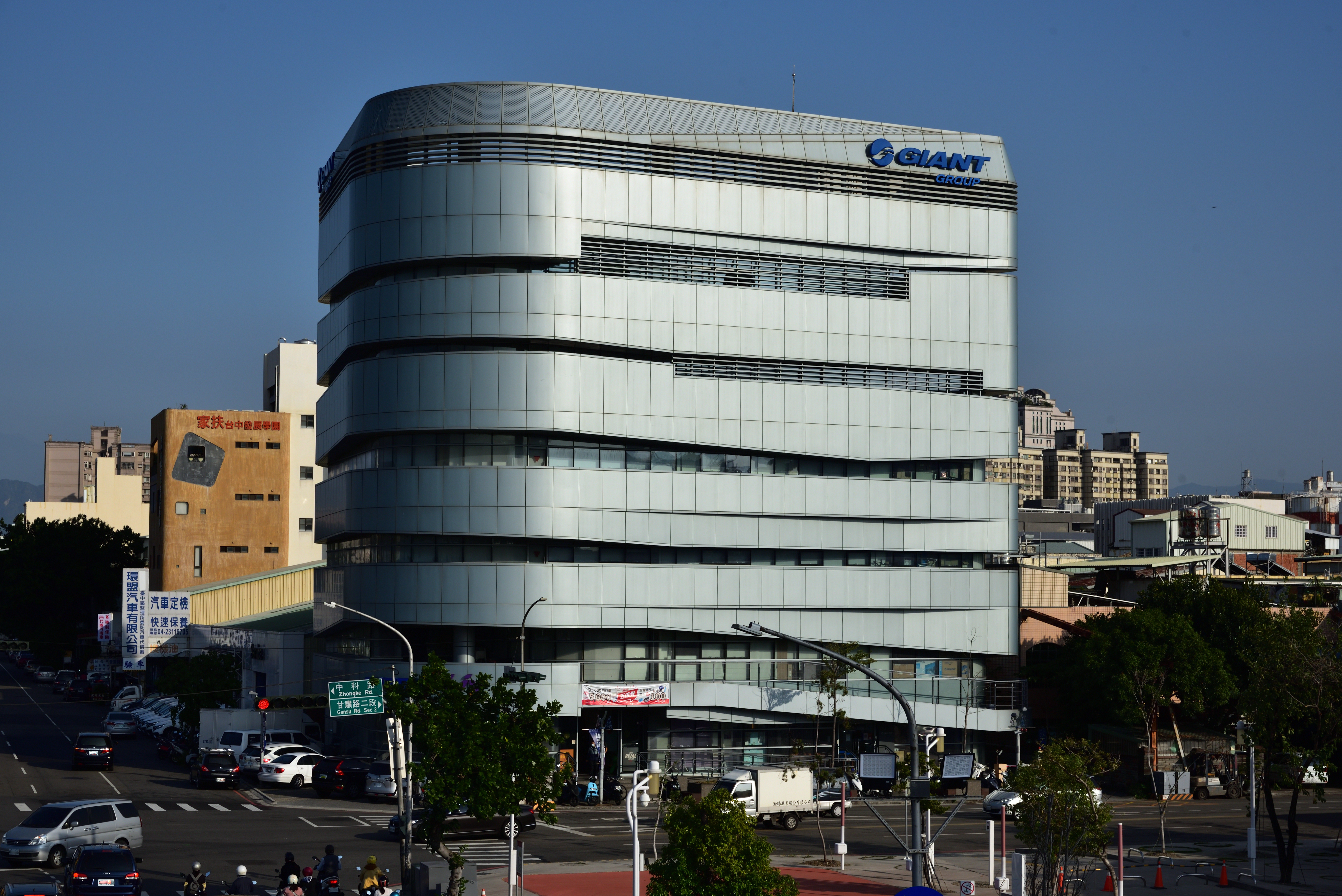
捷安特台中旗艦店

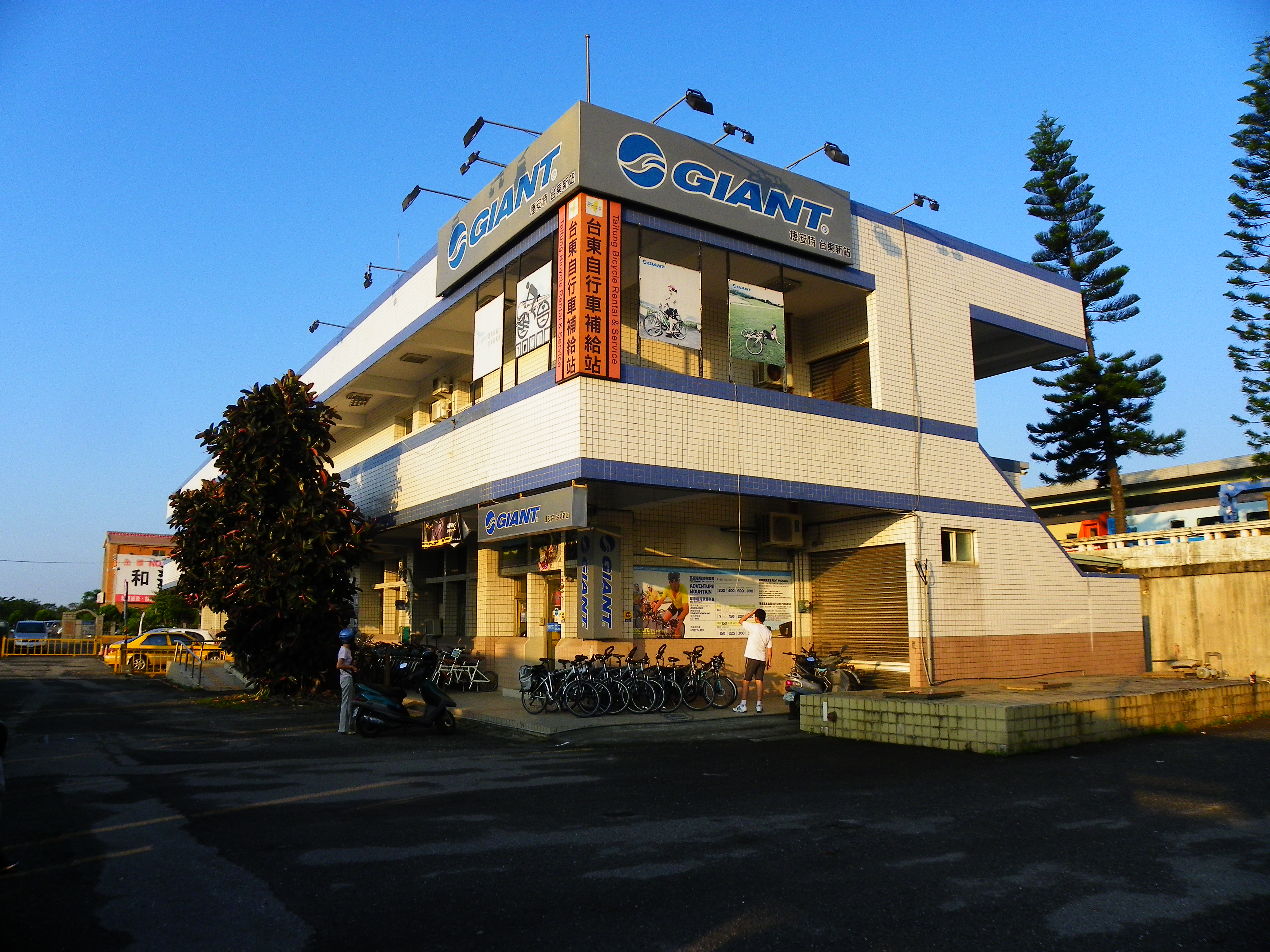
零售和租賃站台東新站店

巨大機械工業股份有限公司（英語：Giant Manufacturing Co. Ltd.，臺證所：9921）是一家總部位於臺中市中部科學園區的跨國自行車製造商，以捷安特（英語：GIANT）為其主要行銷品牌。1972年由劉金標等人成立，並於1981年創立「捷安特」品牌、2008年設立全球唯一女性单车品牌Liv。該公司在臺灣、荷蘭及中国大陆設有製造工廠。其股票於1994年在臺灣證券交易所上市，2019年台灣品牌價值4.81億美元，名列第六。

## 簡介
捷安特公司於1972年在臺中縣大甲鎮（今臺中市大甲區）附近成立，由劉金標與他的7位夥伴：姊姊杜劉月嬌、外甥女杜綉珍、卓文川、王深漢、何義明、黃俊雄。在1977年（羅祥安擔任捷安特公司副總經理期間），捷安特開始代工生產美國自行車大廠Schwinn的自行車，捷安特投入重資裝置自動靜電塗裝設備，邁向自動化新紀元。
隨著自行車在美國的銷量漸增，加上1980年Schwinn的員工罷工潮，捷安特搖身一變成為Schwinn重要的供應商；其1980年代中期的產量較過去增加至少三分之二，貢獻捷安特75%的外銷量。
當Schwinn於1987年決定與中國自行車公司簽約，打算在深圳生產自行車之時；GIANT在比爾·奧斯丁（時任Schwinn副執行長）的領導之下，開始在美國發展自有品牌、加入市場競爭。
1984年，GIANT和德國腳踏車製造商Koga-Miyata的負責人，安德里·嘉斯特拉，合資設立捷安特在歐洲的分公司；加斯特拉於1992年撤資，使得捷安特歐洲分公司轉為全資附屬子公司。
捷安特自行車熱銷全球逾80國、10,000餘間零售商。2007年，它在全球銷售多達500萬輛自行車，獲利8.2億美元；到了2012年的銷售量則高達630萬輛，使得公司賺進18億美元。

## 設計
1995年，捷安特設計第一款公路車；這款車搭配向前傾斜的上管（top tube，介於龍頭以及連結座桿處的橫向結構），且後部帶有較小的三角形構造。這種不同於常規的車架（frame）設計可以讓整體結構更加扎實；此外，新的設計可以為製程省下些許材料，因此車體可以變得更輕。
除了省下製造成本，捷安特的設計讓車輛加減速以及氣動性有所改進，使得這項結構成了眾多廠商的模仿對象。
1998年，捷安特配合麥克·布羅的需求，為其職業自行車競賽團隊ONCE精心設計專屬車款；這是國際自行車聯盟同意帶有斜上管的車輛加入競賽之後，捷安特首度贊助車隊參加大型自行車賽事。
捷安特早期的車架使用6061鋁合金（ALUXX），這個材料亦用於製造前叉（bladed forks，能夠操控前輪、吸收路面震動）以及座桿（seatposts，連結車架以及坐墊）以降低空氣阻力。車架通常會有小、中、大等三種款式，依照人的身高決定車架款式及座桿的長度。麥克·布羅為自行車結構設計帶來的革新，亦包含可配合身高調整的豎桿（stem，連接車架以及手把的裝置）；這項原本用於TCR車輛的結構，日後被運用於公路自行車的設計，好讓它能夠讓車手更容易適應公路地形。
2003年，捷安特使用碳纖維材料製造TCR車架，並且以競賽型公路車作為主打產品。2006年，捷安特使用更高級的碳纖維材質，設計出升級版的TCR車架；這款車架以一體式座桿為其賣點。T-Mobile自行車團隊採用這款車架組成的車輛，參與環法自行車賽；升級版TCR車架也在此時聲名大噪。升級版的車架須搭配新式座桿，它必須由專業的捷安特銷售人員精確裁切，以符合車主的騎乘習慣。2010年，搭配一體式座桿的TCR車架仍然活躍於國際賽事，其中以Rabobank團隊所使用的車架最負盛名。
除了上述的改良之外，捷安特也在2006年推出了新式避震懸吊科技（Maestro Suspension Technology）。根據捷安特的說法，新的避震技術能夠提供更有效的後懸吊傳動能力。它使用四個轉點與兩根連桿；在兩者同步運作之下，將會產生一個浮動轉點，創造出主動、有效率的獨立作動系統。該設計目的在於減少使用踏板並且讓後輪能夠垂直行進。
捷安特目前（自2016年起）將旗下產品依照使用者（男性、女性、青少年）以及需求條件，分成以下種類：
- 適用於平實路面的車款
- 混合路面款（男女皆宜）
- BMX（專為青少年開發的款式）
- 適合山野林道的車款

不同的車輛等級對應不同的用途；常見的用途包含公路競賽、耐力賽、都市通勤等。

## 競賽贊助
捷安特近期多次贊助國際級自行車隊，參與大型自行車賽事。其中最為有名的有捷安特-阿爾佩辛車隊、世界捷安特登山車隊，以及其他知名國際級車隊。

## 大事記
- 1972年，劉金標於臺中縣大甲鎮（今臺中市大甲區）成立巨大機械股份有限公司，隔年羅祥安加入巨大（1988升為巨大集團總經理→執行長）。
- 1980年，成立巨大工業日南廠，成為臺灣最大、亞洲第二自行車製造商。
- 1981年，創立自有品牌捷安特及臺灣捷安特(股)有限公司。
- 1986年，在荷蘭成立捷安特歐洲總公司。
- 1987年，成立捷安特美國公司、德國公司。
- 1988年，成立捷安特英國、法國公司。
- 1989年，成立捷安特日本公司。在台灣成立捷安特體育基金會（2000年改組為自行車新文化基金會）。
- 1990年，集團首屆全球經營會議在台灣召開、巨大導入新企業識別體系(CIS)。
- 1991年，成立捷安特澳洲、加拿大公司。與SCHWINN終止OEM關係，自有品牌GIANT營業額佔總營業額60%。
- 1993年，在中國大陆江蘇省昆山設立捷安特(中國)公司，与鳳凰自行車公司合資成立「上海巨鳳自行車有限公司」。
- 1994年，成立巨大股票上市（臺證所：9921）。成立捷安特(波蘭)公司。
- 1995年，開始在歐洲組織公路車隊，也贊助個別職業車手。
- 1996年，在荷蘭設立捷安特歐洲裝配廠。
- 1997年，在中國大陆成立泉新金屬製品(昆山)有限公司。
- 1998年度年產量達2,840,000台，買進日本Hodaka（英语：Hodaka）30%股份。
- 1999年，成立捷安特登山車隊。
- 2000年，在台灣成立巨瀚科技(股)有限公司。
- 2001年，在中國大陆成立昆山捷安特輕合金科技有限公司。
- 2002年度年產銷達4,730,000台。在臺灣成立全球營運總部，成立台灣第一支職業車隊-捷安特亞洲隊。
- 2004年，在中國大陆成立捷安特(成都)公司。
- 2006年，成立捷安特電動車(昆山)有限公司。
- 2007年，捷安特成立專屬女性自行車門市-Liv。成立捷安特(天津)公司。
- 2009年，成立捷安特(韓國)公司、江蘇捷安特文體基金會、捷安特旅行社(股)有限公司。
- 2011年，成立捷安特(昆山)有限公司、捷安特投資有限公司。
- 2011年12月，與臺北市政府交通局簽訂臺北市公共自行車租賃系統之BOT案，建置+營運共7年合約到期，由巨大機械股份有限公司捷安特建置營運。
- 2014年，捷安特正式成立專屬女性品牌-LIV。
- 2014年1月8日，與彰化縣政府城市暨觀光發展處簽訂彰化縣公共自行車租賃系統之BOT案，由捷安特公司建置與營運。
- 2014年4月，與臺中市政府交通局簽訂臺中市公共自行車租賃系統之BOT案，由捷安特公司建置與營運[4]。
- 2015年，成立捷安特義大利子公司。10月1日，捷安特公司YouBike事業部獨立成立「微笑股份有限公司」[5]。
- 2015年11月，與桃園市政府交通局簽訂桃園市公共自行車租賃系統之BOT案，由微笑公司建置與營運。
- 2015年12月底，與新竹市政府交通局簽訂新竹市公共自行車租賃系統之BOT案，由微笑公司建置與營運。
- 2016年8月31日凌晨，全台灣六縣市的YouBike系統近兩萬個停車柱無法使用，此為YouBike營運以來最大規模的暫停營運，事後查出是系統承包商的工程師植入惡意程式造成[6][7]。
- 2017年，巨大集團董事長由杜綉珍接任、執行長由劉湧昌接任。
- 2017年7月30日，與科技部新竹科學工業園區管理局簽訂科技部新竹科學園區公共自行車租賃系統之BOT案，由微笑公司建置與營運。
- 2019年12月16日，捷安特總部由臺中市大甲區搬遷到中部科學園區，由潘冀聯合建築師事務所設計。[8]
- 2020年4月，與高雄市政府交通局簽訂高雄市公共自行車租賃系統之BOT案，同年7月高雄市公共自行車系統從CityBike轉為微笑單車公司建置與營運的YouBike2.0系統。
- 2021年6月30日，與彰化縣公共自行車租賃系統的合約到期，YouBike系統結束在彰化縣營運。[9]
- 2022年6月30日，與泉州公共自行車的合約到期後，結束在中國大陆福建省泉州的營運。
- 2025年1月1日，巨大集團第三任領導團隊就任，董事長由劉湧昌接任、執行長由劉素娟接任。

## 巨大集團相關組織
子公司

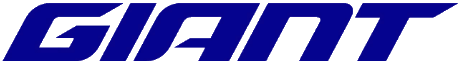
捷安特公司商標

- 捷安特公司：捷安特歐洲、捷安特美國、捷安特德國、捷安特英國、捷安特法國、捷安特日本、捷安特澳洲、捷安特加拿大、捷安特（中國）、捷安特（波蘭）、捷安特（成都）、捷安特（天津）、捷安特（韓國）、昆山捷安特輕合金科技、捷安特電動車（昆山）、捷安特（昆山）、捷安特投資、捷安特單車運動服務（昆山）、捷安特義大利
- 微笑公司：微笑單車（泉州）
- 巨瀚科技公司(已於2017年1月1日與母公司合併)[10]
- 捷安特旅行社公司
- 泉新金屬製品（昆山）公司

合資公司
- 上海巨鳳自行車公司

基金會
- 自行車新文化基金會
- 江蘇捷安特文體基金會

職業自行車隊
- 西班牙ONCE車隊
- 捷安特ART亞洲車隊
- 美國BMX車隊
- 德國Team Giant-Alpecin一級職業車隊
- 荷蘭RaboBank職業車隊
- 荷蘭RaboBank Liv女子職業車隊
- 德國職業自行車隊Team Sunweb
- 日本Team shimano
- 波蘭CCC Team 職業洲際隊

## 外部連結
- 捷安特股份有限公司 （页面存档备份，存于）
- 捷安特 （页面存档备份，存于）
  - 捷安特自行車的Facebook專頁
  - YouTube上的捷安特自行車頻道
- 台灣公司資料 （页面存档备份，存于）